# Indramat
Die Indramat GmbH wurde 1958 als Gesellschaft zur INDustrialisierung-RAtionalisierung und AutoMATisierung in Neuwied am Rhein gegründet.
Kerngeschäft war die Herstellung von elektrischen Motoren, Antrieben und Steuerungen für Werkzeugmaschinen, Druckmaschinen, Verpackungsmaschinen, in der Lebensmittelindustrie, für Pressen sowie für Montage- und Handlingsysteme.
1965 kaufte Rexroth mit Sitz in Lohr am Main die gut eingeführte Indramat GmbH, um Kompetenz in der Maschinensteuerung zu bekommen. 1968 wurde die Rexroth AG incl. der Indramat GmbH von Mannesmann übernommen. 2001 übernahm Bosch den Maschinenbauzweig von Mannesmann und benannte die Indramat GmbH um in Bosch Rexroth - Electric Drives & Controls GmbH der Bosch Rexroth AG. Der Name Indramat wurde nicht weiter benutzt. 2012 wurde die GmbH mit der Bosch Rexroth AG verschmolzen.
2001 setzten 1500 Beschäftigte 261 Millionen Euro um. Die Exportquote lag bei 52 %.
Indramat Vorschubumrichter wurden in den 1970er und 1980er Jahren weit verbreitet eingesetzt. Es waren die ersten Systeme, die es mit einer zentralen Stromversorgung und speziellen Vorschubumrichtern ermöglichten, individuell einen Umrichtersatz zusammenzustellen. Dazu konnten die Vorschubumrichter über Programmiermodule den einzelnen Motoren von Indramat angepasst werden, was die Inbetriebnahme wesentlich erleichterte.